# سناوان
سناوان (به انگلیسی: Sanawan) یک منطقهٔ مسکونی در پاکستان است که در پنجاب واقع شده‌است. سناوان ۳۹۴ متر بالاتر از سطح دریا واقع شده‌است.